# ریچارد هونیگزوالد
ریچارد هونیگزوالد (۱۸ ژوئیه ۱۸۷۵ در ماگیار-اوار در امپراتوری اتریش-مجارستان ( موشون ماگیارووار کنونی در مجارستان ) - ۱۱ ژوئن ۱۹۴۷ در نیوهیون، کانکتیکات ) فیلسوف مشهور متعلق به دایره وسیع‌تر نئو کانتیسم بود.

## زندگینامه
هونیگزوالد تحت نظر آلویس ریهل و الکسیوس فون ماینونگ در رشته پزشکی و فلسفه تحصیل کرد و از سال ۱۹۱۶ استاد فلسفه، روانشناسی و آموزش در برسلاو ( وروتسواو کنونی) بود. در آنجا او استاد ناظر پایان‌نامه‌ی دکترای نوربرت الیاس تا پایان آن در سال ۱۹۲۴ بود. او همچنین پس از شرکت در سمیناری که هونیگسوالد در مورد فلسفه زبان برگزار کرد ، هانس گئورگ گادامر را برای تحصیل فلسفه تحت تاثیر قرار داد. از سال ۱۹۳۰استاد مونیخ بود. تأکید کار او بر نظریه شناخت از منظر اعتبار سنجی و فلسفه زبان بود. فراتر از آن، هونیگسوالد تلاش کرد تا روشی برای آموزش ایجاد کند که به طور یکسان برای علوم طبیعی و علوم انسانی قابل استفاده باشد. او همچنین به مسائل روانشناسی اندیشه و تعلیم و تربیت پرداخت.
در سال ۱۹۳۳، به عنوان یک یهودی، پس از تصویب قانون احیای خدمات عمومی حرفه ای در آلمان، به طور اجباری بازنشسته شد. در زمان جشن کریستال ناخت ( شب شیشه شکسته ) در سال ۱۹۳۸، او سه هفته را در اردوگاه کار اجباری داخائو گذراند . در سال ۱۹۳۹با همسر و دخترش از طریق سوئیس به ایالات متحده مهاجرت کرد.
کشف مجموعه نوشته‌های منتشر نشده هونیگسوالد به ترتیب پس از مراحلی که هرمان کوهن و پل ناتورپ (مرحله معرفت‌شناختی ) و هاینریش ریکرت ، ویلهلم ویندلبند و امیل لاسک (مرحله هستی‌شناختی -نظری) پایه‌گذاری کردند، به فاز سوم نئوکانتیانیسم منجر شد. 

## لینک های خارجی
- آثار نوشته‌شده یا دربارهٔ ریچارد هونیگزوالد در برگه‌دان کتابخانهٔ ملی آلمان
- Archiv für Systematische Philosophie, incl list of works